# Jeníkovice (district de Pardubice)
Pour les articles homonymes, voir Jeníkovice.
Jeníkovice (en allemand : Jenikowitz) est une commune du district et de la région de Pardubice, en République tchèque. Sa population s'élevait à 242 habitants en 2024.

## Géographie
Jeníkovice se trouve à 11 km au sud-ouest de Pardubice, à 29 km au sud-sud-ouest de Hradec Králové et à 89 km à l'est-sud-est de Prague.
La commune est limitée par Bezděkov et Barchov au nord, par Jezbořice à l'est, par Klešice au sud et par Svinčany et Choltice à l'ouest.

## Histoire
La première mention écrite de la localité date de 1227.

## Galerie

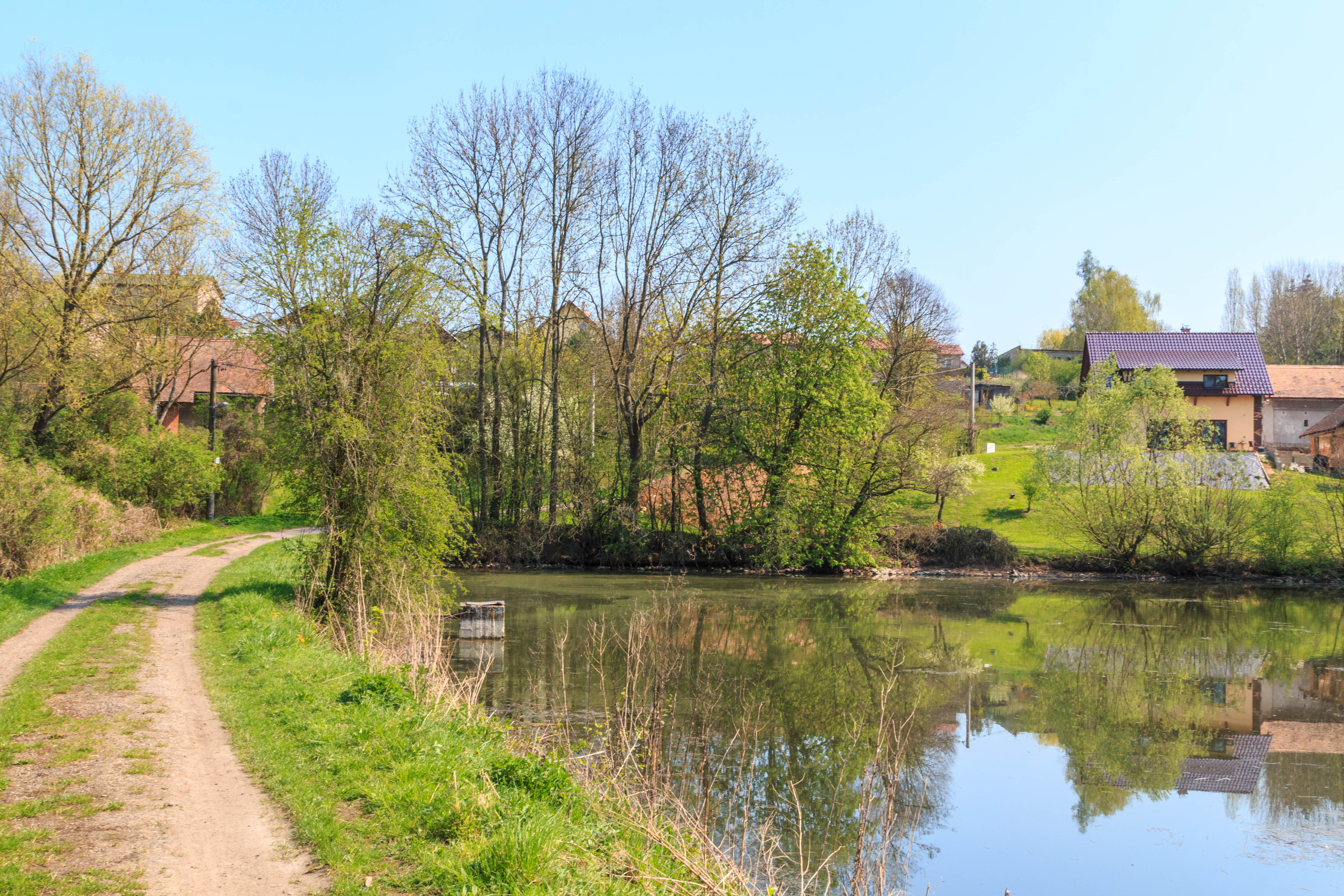
Étang à Dolní Jeníkovice.
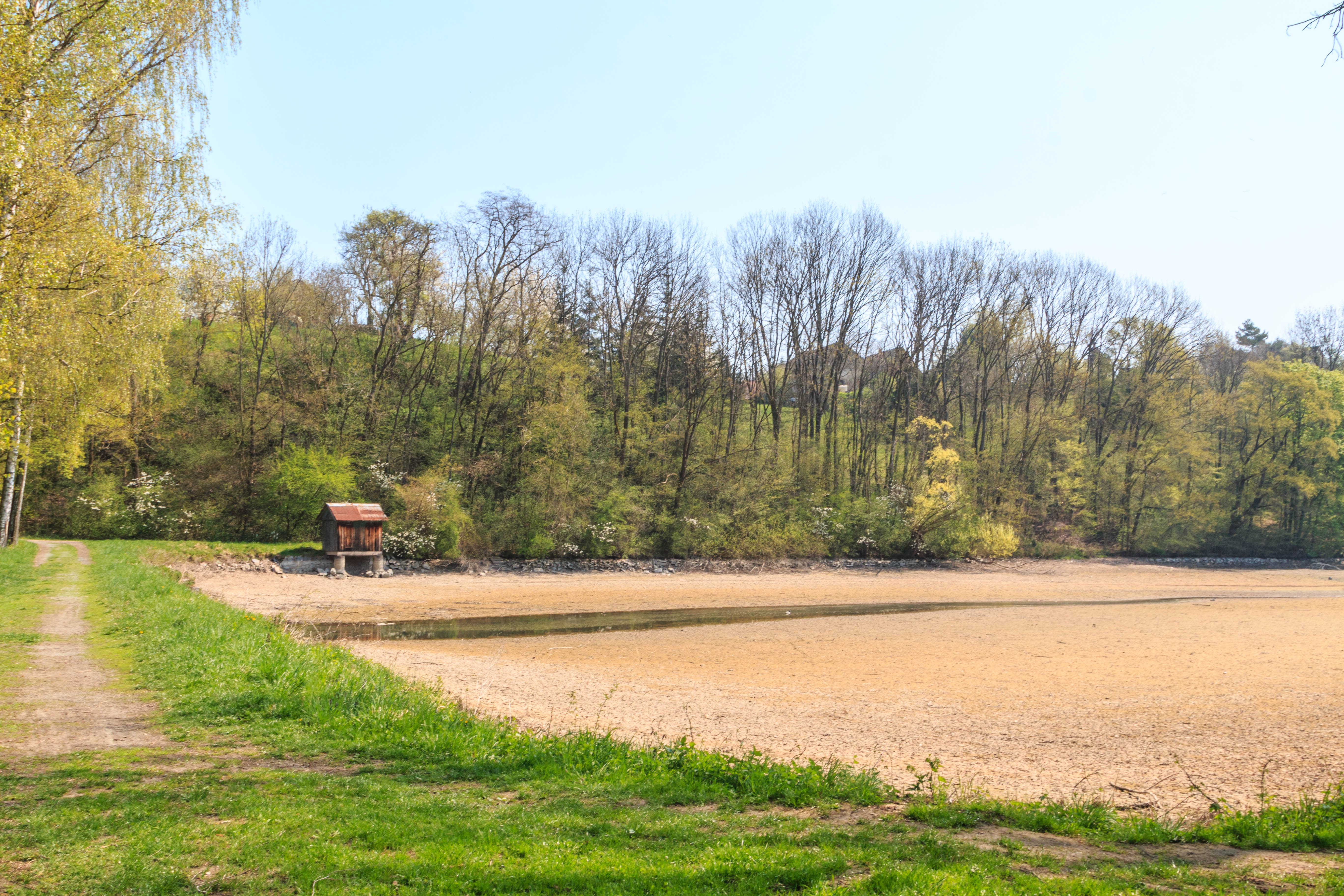
Étang à Horní Jeníkovice.

## Transports
Par la route, Jeníkovice se trouve à 5 km de Heřmanův Městec, à 12 km de Chrudim, à 15 km de Pardubice et à 116 km de Prague. 